# Terme di Musiciolus
Le Terme di Musiciolus (IV,XV,2), sono un complesso termale nella regio IV della città romana di Ostia.

## Descrizione
Le terme si trovano fuori dalle mura cittadine, tra le Terme di Porta Marina e la Sinagoga, lungo la via Severiana, isolata da altri contesti archeologici, anche perché individuata per la prima volta durante gli scavi degli anni '60 del XX secolo condotti da Maria Floriani Squarciapino, ripresi tra gli anni '70 ed '80. Le terme prendono il nome da un mosaico ritrovato in uno degli ambienti riscaldati, dove accanto ad uno degli atleti raffigurati, è stato iscritto il nome Musiciolus. Nel 1981 furono rubati alcuni dei mosaici ritrovati.
Del piccolo edificio termale sono stati scavati un atrio, un frigidarium, alcune stanze riscaldate, ed altre stanze di incerto utilizzo. Nelle stanze a nord delle stanze riscaldate sono stati trovati due mosaici; quello orientale è un mosaico bianco e nero con un semplice motivo geometrico, l'altro è in parte bianco e nero, in parte policromo, ma con un uso limitato del colore. Quest'ultimo mosaico ha raffigurazioni in bianco e nero di delfini, pesci ed eroti che cavalcano delfini, tra i quali ci sono motivi decorativi policromi. Curiosa è la raffigurazione di pesci di cui si possono vedere le ossa, come se si trattasse di una radiografia.
Nelle stanze riscaldate sono stati trovati tre mosaici: un mosaico geometrico bianco e nero all'estremità occidentale, un mosaico geometrico policromo nella stanza all'estremità orientale e un mosaico policromo con busti di quattro atleti e un arbitro nella stanza centrale. Sfortunatamente il mosaico con gli atleti è stato rubato. I nomi degli atleti sono scritti su entrambi i lati della testa. L'arbitro si chiama Musiciolus ("Armonioso"); ha la barba e intorno ai capelli c'è una fascia, e nella mano sinistra ha una specie di scettro. Gli atleti sono nudi; uno si chiama Faustus ("Fortunato"), e vicino alla sua testa c'è un ramo di palma, che si riferisce alla vittoria. L'atleta accanto a lui si chiama Ursus. Gli altri due atleti sono di fronte a Faustus e Ursus, e i loro nomi sono Luxsurius ("Voluttuoso") e Pascentius.